# (74199) 1998 RA52
(74199) 1998 RA52 – planetoida z pasa głównego asteroid okrążająca Słońce w ciągu 4,1 lat w średniej odległości 2,56 j.a. Odkryta 14 września 1998 roku.